# HMS Varberg (T134/R134)
HMS Varberg (T134/R134) var en torpedbåt av Norrköping-klass i svenska flottan som sjösattes 2 februari 1974. Ombyggdes från torped till robotbåt mellan 1982 och 1984 och fick då beteckningen R134 istället för T134. Efter utrangeringen 1998 såldes hon till en norsk ägare som lät bygga om henne till fritidsbåt på ett engelskt varv.